# Five Iron Frenzy 2: Electric Boogaloo
Five Iron Frenzy 2: Electric Boogaloo é o quarto álbum de estúdio da banda Five Iron Frenzy, lançado a 20 de Novembro de 2001.
Como nos álbuns anteriores, a banda continua com as letras de cariz social. Como a revista HM caraterizou é "um novo nível de honestidade brutal". A faixa "Far, Far Away" foi inspirada na faixa dos The Seekers, "Come the Day" e "The Day We Killed" do livro de Dee Brown, My Heart at Wounded Knee. A última faixa refere-se a Crazy Horse, um chefe índio, que fala do racismo contra os nativos americanos. Outro assunto abordado é o consumismo em "Vultures" e "Blue Mix". A faixa "Car" é dedicada em memória de Carlos Ortega, irmão de Leanor. Refere-se a um poema de E. E. Cummings que alerta o ouvinte que cada dia é uma bênção que deve ser aproveitada.

## Faixas
1. "Pre-Ex-Girlfriend" – 2:53
2. "Far, Far Away" – 3:30
3. "You Can't Handle This" – 3:53
4. "Farsighted" – 3:34
5. "Spartan" – 2:49
6. "The Day We Killed" - 3:25
7. "Juggernaut" – 3:33
8. "Plan B" – 2:31
9. "Blue Mix" – 3:04
10. "Vultures" – 3:03
11. "Car" – 3:16
12. "Eulogy" – 3:50

## Créditos
- Reese Roper - Vocal
- Micah Ortega - Guitarra
- Sonnie Johnston - Guitarra
- Keith Hoerig - Baixo
- Andrew Verdecchio - Bateria
- Nathanael Dunham - Trompete
- Dennis Culp - Trombone
- Leanor Ortega - Saxofone